# Leptomorphus panorpiformis
Leptomorphus panorpiformis är en tvåvingeart som först beskrevs av Matsumura 1915.  Leptomorphus panorpiformis ingår i släktet Leptomorphus och familjen svampmyggor. Inga underarter finns listade i Catalogue of Life.